# Canthigaster jactator
Canthigaster jactator és una espècie de peix de la família dels tetraodòntids i de l'ordre dels tetraodontiformes.

## Morfologia
- Els mascles poden assolir 9 cm de longitud total.[1][2]

## Alimentació
Menja esponges de mar, algues, detritus, tunicats, poliquets, briozous, eriçons de mar, crancs, cucs, gambes, zoantaris, peixos, Amphipoda i foraminífers.

## Depredadors
És depredat per Gymnothorax rueppelliae.

## Hàbitat
És un peix marí, de clima tropical i associat als esculls de corall que viu entre 1-30 m de fondària.

## Distribució geogràfica
Es troba a les Hawaii.

## Observacions
És inofensiu per als humans.